# Cucullia atrimacula
Cucullia atrimacula là một loài bướm đêm trong họ Noctuidae.